# Federico del Palatinato-Zweibrücken
Federico, conte palatino di Zweibrücken (in tedesco Friedrich von Pfalz-Zweibrücken; Zweibrücken, 5 aprile 1616 – Nohfelden, 9 luglio 1661), fu duca di Zweibrücken dal 1635 fino alla sua morte.

## Vita
Federico nacque a Zweibrücken nel 1616 come il maggiore dei figli maschi di Giovanni II del Palatinato-Zweibrücken e della sua seconda moglie Luisa Giuliana, sorella di Federico V del Palatinato, il re d'inverno. Successe a suo padre nel 1635. Durante il suo regno, il Palatinato-Zweibrücken fu devastato dalla guerra dei trent'anni. La popolazione del ducato era calata a più di un decimo della popolazione durante la fine del secolo. La maggior parte dei suoi castelli furono distrutti ed egli trascorse la maggior parte del suo regno spostandosi tra residenze. Nel 1650 si stabilì per alcuni anni nel castello di Kirkel dopo la sua ricostruzione. Egli attentamente tentò di ricostruire il suo ducato distrutto.
Federico morì nel castello di Veldenz nel 1661 e fu sepolto nella Alexanderkirche a Zweibrücken. Senza eredi maschi, il ramo maggiore del Palatinato-Zweibrücken si estinse. Il Palatinato-Zweibrücken fu ereditato da suo cugino Federico Luigi.

## Matrimonio
Federico sposò Anna Giuliana di Nassau-Saarbrücken (1617–1667),figlia del conte Guglielmo Luigi, il 6 aprile 1640 ed ebbe i seguenti figli:
- Guglielmo Luigi (1641–1642)
- Elisabetta (1642–1677)

∞ 1667 principe Vittorio Amedeo di Anhalt-Bernburg (1634–1718)
- Cristina Luisa Giuliana (1643–1652)
- Federico Luigi (1644–1645)
- Sofia Amalia (1646–1695)

∞ 1. 1678 conte Sigfrido di Hohenlohe-Weikersheim (1619–1684)
∞ 2. 1685 conte palatino Giovanni Carlo di Birkenfeld-Gelnhausen (1638–1704)
- Eleonora Augusta (1648–1658)
- Carlo Gustavo (1649–1650)
- Caterina Carlotta (1651–1652)
- Carlotta Federica (1653–1712)

∞ 1672 conte palatino e principe Guglielmo Luigi di Zweibrücken-Landsberg (1648–1675)
- figli senza nome (1656–1656)

## Ascendenza
|                                                |                                |                                     | Genitori                             |  |  | Nonni |  |  | Bisnonni                               |  |  | Trisnonni                               |  |
|                                                |                                |                                     |                                      |  |  |       |  |  | 8. Volfango del Palatinato-Zweibrücken |  |  | 16. Luigi II del Palatinato-Zweibrücken |  |
|                                                |                                |                                     |                                      |  |  |       |  |  | 8. Volfango del Palatinato-Zweibrücken |  |  | 16. Luigi II del Palatinato-Zweibrücken |  |
|                                                |                                | 17. Elisabetta d'Assia              |                                      |  |  |       |  |  | 8. Volfango del Palatinato-Zweibrücken |  |  |                                         |  |
| 4. Giovanni I del Palatinato-Zweibrücken       |                                |                                     |                                      |  |  |       |  |  | 8. Volfango del Palatinato-Zweibrücken |  |  |                                         |  |
|                                                |                                | 9. Anna d'Assia                     | 18. Filippo I d'Assia                |  |  |       |  |  |                                        |  |  |                                         |  |
|                                                |                                | 9. Anna d'Assia                     | 18. Filippo I d'Assia                |  |  |       |  |  |                                        |  |  |                                         |  |
|                                                |                                | 9. Anna d'Assia                     | 19. Cristina di Sassonia             |  |  |       |  |  |                                        |  |  |                                         |  |
| 2. Giovanni II del Palatinato-Zweibrücken      |                                | 9. Anna d'Assia                     |                                      |  |  |       |  |  |                                        |  |  |                                         |  |
|                                                |                                | 10. Guglielmo di Jülich-Kleve-Berg  | 20. Giovanni III di Kleve            |  |  |       |  |  |                                        |  |  |                                         |  |
|                                                |                                | 10. Guglielmo di Jülich-Kleve-Berg  | 20. Giovanni III di Kleve            |  |  |       |  |  |                                        |  |  |                                         |  |
|                                                |                                | 10. Guglielmo di Jülich-Kleve-Berg  | 21. Maria di Jülich-Berg             |  |  |       |  |  |                                        |  |  |                                         |  |
| 5. Maddalena di Jülich-Kleve-Berg              |                                | 10. Guglielmo di Jülich-Kleve-Berg  |                                      |  |  |       |  |  |                                        |  |  |                                         |  |
|                                                |                                | 11. Maria d'Austria                 | 22. Ferdinando I d'Asburgo           |  |  |       |  |  |                                        |  |  |                                         |  |
|                                                |                                | 11. Maria d'Austria                 | 22. Ferdinando I d'Asburgo           |  |  |       |  |  |                                        |  |  |                                         |  |
|                                                |                                | 11. Maria d'Austria                 | 23. Anna Jagellone                   |  |  |       |  |  |                                        |  |  |                                         |  |
| 1. Federico del Palatinato-Zweibrücken-Veldenz |                                | 11. Maria d'Austria                 |                                      |  |  |       |  |  |                                        |  |  |                                         |  |
|                                                | 12. Ludovico VI del Palatinato | 24. Federico III del Palatinato     |                                      |  |  |       |  |  |                                        |  |  |                                         |  |
|                                                | 12. Ludovico VI del Palatinato | 24. Federico III del Palatinato     |                                      |  |  |       |  |  |                                        |  |  |                                         |  |
|                                                | 12. Ludovico VI del Palatinato | 25. Maria di Brandeburgo-Kulmbach   |                                      |  |  |       |  |  |                                        |  |  |                                         |  |
| 6. Federico IV del Palatinato                  | 12. Ludovico VI del Palatinato |                                     |                                      |  |  |       |  |  |                                        |  |  |                                         |  |
|                                                |                                | 13. Elisabetta d'Assia              | 26. Filippo I d'Assia (= 18)         |  |  |       |  |  |                                        |  |  |                                         |  |
|                                                |                                | 13. Elisabetta d'Assia              | 26. Filippo I d'Assia (= 18)         |  |  |       |  |  |                                        |  |  |                                         |  |
|                                                |                                | 13. Elisabetta d'Assia              | 27. Cristina di Sassonia (= 19)      |  |  |       |  |  |                                        |  |  |                                         |  |
| 3. Luisa Giuliana del Palatinato-Simmern       |                                | 13. Elisabetta d'Assia              |                                      |  |  |       |  |  |                                        |  |  |                                         |  |
|                                                |                                | 14. Guglielmo I d'Orange            | 28. Guglielmo I di Nassau-Dillenburg |  |  |       |  |  |                                        |  |  |                                         |  |
|                                                |                                | 14. Guglielmo I d'Orange            | 28. Guglielmo I di Nassau-Dillenburg |  |  |       |  |  |                                        |  |  |                                         |  |
|                                                |                                | 14. Guglielmo I d'Orange            | 29. Giuliana di Stolberg             |  |  |       |  |  |                                        |  |  |                                         |  |
| 7. Luisa Giuliana di Nassau                    |                                | 14. Guglielmo I d'Orange            |                                      |  |  |       |  |  |                                        |  |  |                                         |  |
|                                                |                                | 15. Carlotta di Borbone-Montpensier | 30. Luigi III di Montpensier         |  |  |       |  |  |                                        |  |  |                                         |  |
|                                                |                                | 15. Carlotta di Borbone-Montpensier | 30. Luigi III di Montpensier         |  |  |       |  |  |                                        |  |  |                                         |  |
|                                                |                                | 15. Carlotta di Borbone-Montpensier | 31. Giacomina de Longwy              |  |  |       |  |  |                                        |  |  |                                         |  |
|                                                |                                | 15. Carlotta di Borbone-Montpensier |                                      |  |  |       |  |  |                                        |  |  |                                         |  |

| Controllo di autorità | VIAF (EN) 310699787 · CERL cnp02155442 · GND (DE) 1058941240 |